# Bystrany (Slowakije)
Bystrany (Hongaars: Ágostháza) is een Slowaakse gemeente in de regio Košice, en maakt deel uit van het district Spišská Nová Ves.
Bystrany telt 3.179 inwoners.
In de volkstelling van 2021 spraken 3.009 van de 3.824 inwoners het Romani als moedertaal, oftewel 78,69% van de bevolking. Hiermee heeft Bystrany het op een na hoogste percentage sprekers van het Romani in Slowakije - alleen in Lomnička (83,85%) lag dit percentage hoger.